# Moa Høgdahl
Moa Høgdahl, född 14 mars 1996 i Trondheim, är en norsk handbollsspelare (högernia).

## Klubbkarriär
Moa Høgdahl började spela handboll för den lokala klubben Strindheim IL i Trondheim. 2014 började hon spela för Byåsen IL. I oktober 2015 bröt hon fotleden och var borta från handbollen under 4 månader. Med Byåsen fick hon spela i de europeiska cuperna, först cupvinnarcupen och sedan 2016–2018 EHF-cupen. Hon spelar sedan 2018 för det danska laget Viborg HK.

## Landslagskarriär
Moa Høgdahl spelade i de norska ungdomslandslagen, 12 matcher med 47 mål i U18-landslaget och 26 matcher med 54 mål i U20-landslaget åren 2015–2016. I ungdomslandslaget spelade hon mittnia. Efter detta spelade hon 9 landskamper i rekryteringslandslaget 2016–2018 före landslagsdebuten. Høgdahl debuterade den 30 maj 2018 i Norges landslag i en vinstmatch 26-21 på bortaplan mot Ukraina. 2018 spelade hon fem landskamper men var inte med i den norska EM-truppen.
År 2019 kom hon med i VM-truppen och mästerskapsdebuterade vid VM 2019 i Japan. Norge förlorade bronsmatchen mot Ryssland och blev utan medalj.

## Privat
Moa Høgdahl är dotter till Mia Hermansson Högdahl och Arne Högdahl.